# Weston (Staffordshire)
Pour les articles homonymes, voir Weston.
Weston est un village et une paroisse civile du Staffordshire, en Angleterre.